# Chanchangi Airlines
Chanchangi Airlines — невелика приватна авіакомпанія з Нігерії зі штаб-квартирою в місті Кадуна, що працює у сфері регулярних пасажирських перевезень на внутрішніх маршрутах країни.
Портом приписки авіакомпанії і її головним транзитним вузлом (хабом) є міжнародний аеропорт імені Муртали Мохаммеда в Лагосі, основними пунктами призначення маршрутної мережі перевізника виступають міжнародний аеропорт імені Ннамді Азіківе (Абуджа) і міжнародний аеропорт Порт-Харкорт.

## Історія
Авіакомпанія була заснована бізнесменом Елхаді Чангчангі 5 січня 1994 року і почала операційну діяльність 2 травня 1997 року з виконання пасажирських авіаперевезень між аеропортами міст Кадуна, Лагос, Оверрі, Абуджа і Порт-Харкорт. Спочатку флот авіакомпанії складали три літаки Boeing 737-200, один Boeing 727-200 і два лайнера Boeing 737-300. В 1998, 1999 і 2000 роках Chanchangi Airlines ставала лауреатом конкурсу «Краща авіакомпанія року на внутрішніх авіаперевезеннях».
У 2004 році маршрутна мережа компанії поповнилася регулярними рейсами в Абіджан, Аккру, Дуал і Малабо. 26 березня 2006 року був відкритий прямий рейс між Лагосом і Аккрою, в даний час скасований внаслідок відсутності необхідного комерційного завантаження. 94 % власності авіакомпанії знаходиться у володінні бізнесмена Елхаді Ахмаду Чангчангі, 4 % — у приватних інвесторів і 1 % — ряду інших осіб. Штатна чисельність компанії в березні 2007 року становила 780 співробітників.
У 2007 році Chanchangi Airlines пройшла процедуру перереєстрації в Управлінні цивільної авіації Нігерії (NCAA), задовольнивши тим самим вимоги державного органу про необхідність рекапіталізації та повторної реєстрації всіх нігерійських авіакомпаній до 30 квітня 2007 року.
5 липня 2010 року Управління цивільної авіації Нігерії призупинила діяльність авіакомпанії, мотивуючи заборону на польоти тим, що компанії не можуть здійснювати регулярні пасажирські перевезення, експлуатуючи всього лише один літак. 21 жовтня того ж року Chanchangi Airlines відновила польоти між Лагосом і Абуджою.

## Маршрутна мережа

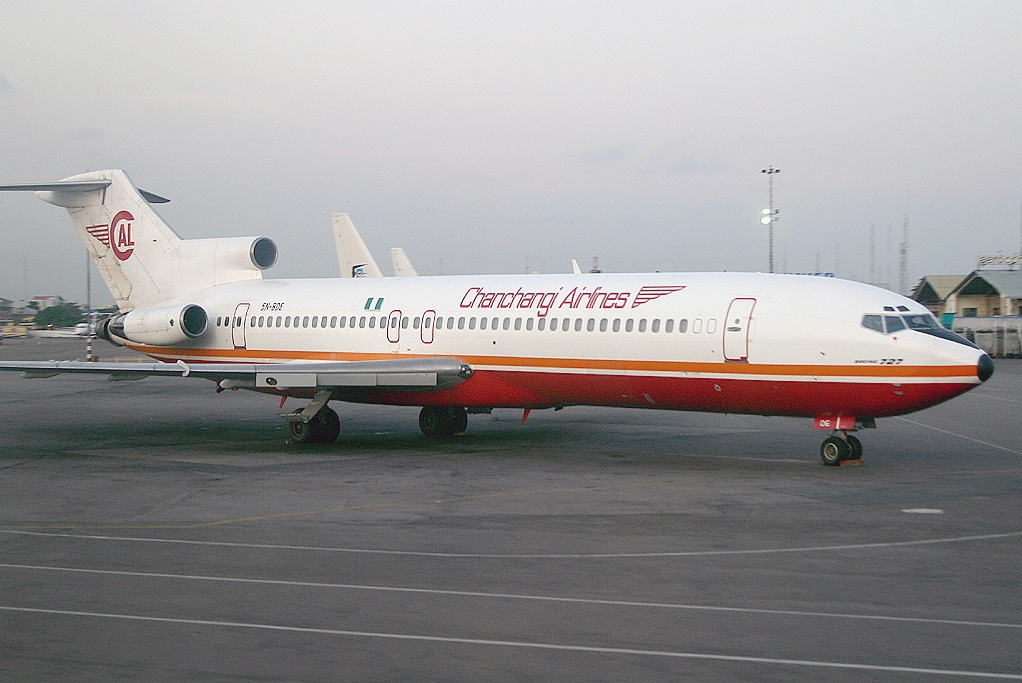
Boeing 727-200 авіакомпанії Chanchangi Airlines в міжнародному аеропорту імені Мурталы Мохаммеда, 2005 рік

У листопаді 2010 року маршрутна мережа авіакомпанії Chanchangi Airlines включала в себе такі пункти призначення:
- Нігерія
  - Абуджа — міжнародний аеропорт імені Ннамді Азіківе
  - Кадуна — аеропорт Кадуна
  - Лагос — міжнародний аеропорт імені Муртали Мохаммеда хаб
  - Порт-Харкорт — міжнародний аеропорт Порт-Харкорт

### Чартерні перевезення
Chanchangi Airlines працює на чартерних авіаперевезеннях як партнер таких організацій:
- Організація Об'єднаних Націй
- армія Нігерії
- Військово-повітряні сили Нігерії
- Футбольна асоціація Нігерії

## Флот
Станом на 5 липня 2011 року повітряний флот авіакомпанії Chanchangi Airlines становили такі літаки:
- 1 Boeing 737-300 (лізингу в Jordan Aviation)
- 2 Boeing 737-300

## Авіаподії і нещасні випадки
- 29 грудня 2004 року. Boeing 727 здійснив посадку в міжнародному аеропорту імені Муртали Мохаммеда з технічними проблемами шасі. З 81 чоловік на борту ніхто не постраждав, літак отримав незначні пошкодження. Після інциденту Управлінням цивільної авіації Нігерії експлуатація всіх п'яти лайнерів цього типу була припинена і 3 січня 2004 року відновлено після проходження детального технічного огляду кожного літака.
- 9 травня 2006 року Boeing 727, що виконував регулярний рейс з Абуджі в Лагос був змушений повернутися в аеропорт вильоту у зв'язку з виниклими неполадками в системі кондиціонування.
- 22 серпня 2006 року екіпаж Boeing 727 допустив грубу посадку на мокру злітно-посадкову смугу міжнародного аеропорту імені Ннамбі Азіківе (Абуджа), в результаті якої вибухнули два колеса основної стійки шасі. На борту перебувало 98 осіб, ніхто не постраждав.